# Терещенков, Сергей Семёнович
Серге́й Семёнович Тере́щенков (27 апреля 1938, Ольша — 11 апреля 2006, Тула) — советский трековый велогонщик, выступал за сборную СССР в первой половине 1960-х годов. Двукратный чемпион мира в командной гонке преследования, чемпион всесоюзных и всероссийских первенств, участник летних Олимпийских игр в Токио. На соревнованиях представлял спортивное общество «Труд», заслуженный мастер спорта СССР (1963).

## Биография
Родился 27 апреля 1938 года в деревне Ольша Краснинского района Смоленской области. Рос в крестьянской семье, отец погиб на фронте во время Великой Отечественной войны. В детстве активно занимался лыжными гонками, плаванием, но в конечном счёте сделал выбор в пользу велоспорта. В 1962 году, окончив Смоленский государственный институт физической культуры, переехал в Тулу, где под руководством тренера Геннадия Мартынова проходил подготовку на местном велотреке и выступал за добровольное спортивное общество «Труд».
Первого серьёзного успеха в трековом велоспорте добился в 1963 году, когда попал в основной состав советской национальной сборной и удостоился права защищать честь страны на чемпионате мира в бельгийском Рокуре. Вместе с напарниками Арнольдом Бельгардтом, Виктором Романовым и Станиславом Москвиным одолел всех своих соперников в командной гонке преследования на 4 км и завоевал тем самым золотую медаль.
В 1964 году на мировом первенстве в Париже пытался защитить чемпионский титул, однако на сей раз вынужден был довольствоваться бронзовой наградой — их команда, куда помимо Бельгардта и Москвина вошёл также Николай Колумбет, заняла третье место, уступив немцам и итальянцам. Будучи одним из лидеров сборной, побывал на летних Олимпийских играх в Токио, где вместе со Станиславом Москвиным, Леонидом Колумбетом и Дзинтаром Лацисом сумел дойти в командном преследовании до стадии четвертьфиналов, после чего проиграл команде из Нидерландов.
На чемпионате мира 1965 года в испанском Сан-Себастьяне вновь стал чемпионом в программе командной гонки преследования, при этом его партнёрами были Станислав Москвин, Михаил Колюшев и Леонид Вуколов. В командном преследовании является чемпионом СССР 1964 года, чемпионом Спартакиады народов СССР 1967 года, серебряным призёром Спартакиады народов СССР 1971 года. В период 1966—1969 в течение трёх лет неизменно оставался чемпионом РСФСР, неоднократно устанавливал рекорды всесоюзного и республиканского значения. В 1983 году участвовал в знаменитом «Велопробеге мира» протяжённостью 2340 км по пяти странам и двум континентам, побеждал в международных матчевых встречах с командами ФРГ, Дании, Франции. За выдающиеся спортивные достижения удостоен почётного звания «Заслуженный мастер спорта СССР».
Завершив карьеру спортсмена, Сергей Терещенков перешёл на тренерскую работу. Занимал должность старшего тренера в тульской школе высшего спортивного мастерства, был заместителем директора по учебной части специализированной детско-юношеской спортивной школы «Труд», возглавлял сборную Тульской области. Подготовил множество талантливых велогонщиков, за что признан «Заслуженным тренером РСФСР», награждён медалью «За трудовое отличие». Судья всесоюзной категории. В поздние годы занимался разработкой и продвижением спортивно-оздоровительных программ для детских садов.
Умер 11 апреля 2006 года, похоронен на Центральной аллее Смоленского кладбища в Туле.